# Kasteel Antoine

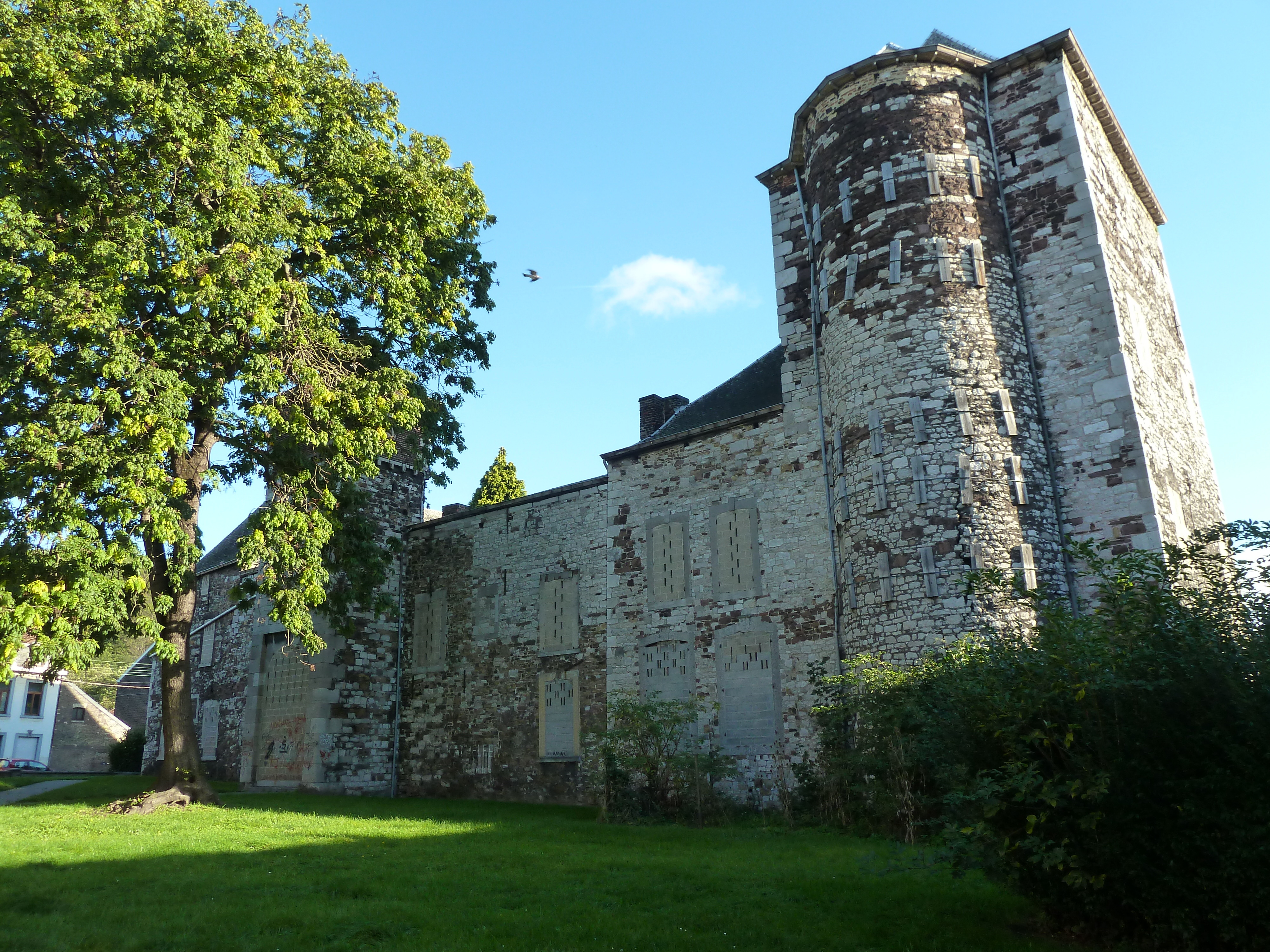
Château Antoine

Het Kasteel Antoine (Château Antoine) is een kasteel te Jemeppe-sur-Meuse, gelegen in een plantsoen aan Rue A. de Borre 11.
Dit kasteel bestaat uit een 13e-eeuwse donjon en een 17e-eeuwse kasteelboerderij waarvan de gebouwen in een U-vorm gegroepeerd zijn. Vroeger was het geheel omgracht; de grachten werden gevoed door de Hollogne-beek. Alle water is tegenwoordig verdwenen.
De donjon, aan de zuidzijde van het gebouw, ook Tour Antoine genaamd, werd opgericht door ridder Antoine de Jemeppe in 1295-1298. Vervaardigd uit brokken kolenzandsteen en zandsteen is deze vier verdiepingen hoog en bereikt een hoogte van 17,2 meter. Aan weerszijden van deze donjon vindt men traptorens.
Het U-vormige complex van de kasteelboerderij werd in 1730 gebouwd voor de familie Reepen, uitgaande van een klein landhuis dat vermoedelijk uit de 17e eeuw stamt. Vroeger was dit toegankelijk door een poortgebouw van drie verdiepingen. Dit complex is in baksteen uitgevoerd, met natuurstenen vensteromlijstingen.
Het kasteel verkeert in een slechte staat; sinds de jaren '80 is het afgesloten. Er zijn plannen om in 2018 te beginnen met een restauratie. De kosten zijn begroot op 7 miljoen euro.